# Galaxy Angel
Galaxy Angel (яп. ギャラクシーエンジェル Гяракуси: Эндзэру, «Галактический ангел») — научно-фантастическое аниме, манга и серия компьютерных игр в жанре «симулятор свиданий», созданная компанией BROCCOLI. Аниме и манга Galaxy Angel Party имеют абсурдистско-комедийный сюжет, а игры и оригинальная манга — серьёзный сценарий, включающий романтические и боевые сцены. В июне 2006 года был выпущен сиквел к игре под названием Galaxy Angel II: Zettai Ryouiki no Tobira, в создании которого принимала участие совершенно новая команда — «Rune Angel Troupe».
Премьера аниме Galaxy Angel, произведённого BROCCOLI, студией Madhouse и Bandai Visual, состоялась в Японии в апреле 2001 года. Первый сезон был показан Animax, а позднее TV Osaka и другими телекомпаниями. За ним последовали несколько сиквелов — вторая часть («Z»), третья («A», «AA», «S») и четвёртая («X»).